# 김승하
김승하(1999년 4월 12일 ~ )는 대한민국의 축구 선수로, 포지션은 골키퍼이다.